# نانسي ليفتنانت كولون
نانسي ليفتنانت كولون (Nancy Leftenant-Colon) (29 سبتمبر 1920 - 8 يناير 2025)، ممرضة عسكرية أمريكية. هي أول أمريكية من أصل إفريقي تلتحق بالجيش الأمريكي بعد إلغاء الفصل العنصري.

## حياتها
وُلدت نانسي ليفتنانت كولون في 29 سبتمبر/أيلول 1920 في مدينة غوس كريك بالقرب من تشارلستون بولاية كارولاينا الجنوبية، وكانت واحدة من 12 طفلاً ولدوا لعائلة فقيرة، لكنها تعلمت من والديها قيمة التعليم والعمل الجاد، وبعد تخرجها من مدرسة أميتيفيل الثانوية في عام 1939، درست التمريض في مدرسة لينكولن للممرضات في برونكس، وهي أول مدرسة في الولايات المتحدة لتدريب النساء السود على التمريض.
وفي عام 1945، انضمت إلى فيلق الممرضات بالجيش الأمريكي كجندي احتياطي، وفي عام 1948، أصبحت نانسي أول امرأة سوداء تلتحق بالجيش الأمريكي بعد إلغاء الفصل العنصري، حيث عملت في مستشفيات عسكرية وأدت دوراً محورياً في رعاية الجنود المصابين أثناء الحرب العالمية الثانية، بما في ذلك إنقاذ حياة طفل خديج في حالة حرجة رغم رفض المستشفى المحلي قبول الأم السوداء. تزوجت من النقيب الاحتياطي بالقوات الجوية بايارد كولون، الذي توفي عام 1972، ولم ينجبا أي أطفال.

## وفاتها
توفيت في 8 يناير 2025 عن عمر يناهز 104 أعوام، في قرية أميتيفيل بولاية نيويورك، حيث قضت عامها الأخير في مركز ماسابيكوا لإعادة التأهيل والتمريض.